# Kotopeky
Kotopeky är en ort i Tjeckien.   Den ligger i regionen Mellersta Böhmen, i den centrala delen av landet, 40 km sydväst om huvudstaden Prag. Kotopeky ligger 316 meter över havet och antalet invånare är 270.
Terrängen runt Kotopeky är kuperad västerut, men österut är den platt. Kotopeky ligger nere i en dal.Runt Kotopeky är det ganska tätbefolkat, med 179 invånare per kvadratkilometer. Närmaste större samhälle är Příbram, 19,5 km söder om Kotopeky. Trakten runt Kotopeky består till största delen av jordbruksmark.